# Jordanoleiopus kivuensis
Jordanoleiopus kivuensis là một loài bọ cánh cứng trong họ Cerambycidae.